# Castello normanno-svevo (Cosenza)
Il Castello normanno-svevo è una fortificazione medievale di Cosenza. Si trova sul colle Pancrazio a 383 metri sul livello del mare.

## Storia
Il castello di Cosenza, posto sulla sommità del colle Pancrazio, uno dei sette colli della città, è edificato su una motta artificiale di forma rettangolare, il cui orientamento rimanda alle edificazioni dei Bretii (VI sec a.C.), popolazione che era solita posizionare le proprie fabbriche rispetto alle direzioni astronomiche fondamentali.
Per mancanza di fonti documentarie, non è certo che il luogo dove sorge il castello sia esattamente quello occupato un tempo dalla Rocca Bretia, ma è indubbio che i cosentini costruirono, nel 937 d.C., il proprio forte in cima allo stesso colle.

### Periodo svevo
Il forte viene spesso definito Normanno, e infatti, a partire dal XII secolo, Ruggiero II ingrandì il castello dandogli i caratteri delle coeve costruzioni. In questo periodo il castello ospitò anche la Curia.
Un funesto terremoto (1184), il primo di una lunga serie, distrusse la rocca rendendola inagibile. Solo con l’arrivo di Federico II di Svevia (XIII secolo) il castello ritornò al suo splendore, assumendo importante funzione difensiva. Furono gli stessi Svevi ad ampliare la rocca facendole assumere l’impostazione tipica dei castelli federiciani: impianto rettangolare, torri angolari, camminamenti di ronda merlati, sale voltate.

### Angioini e Aragonesi

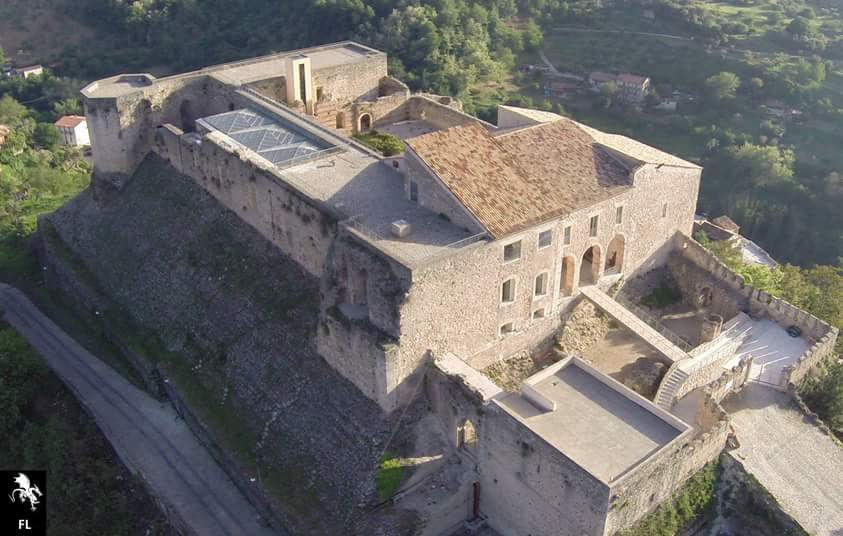
Castello vista aerea

Con gli Angioini (XIII-XV secolo) e in particolare con Luigi III duca di Calabria e la sua sposa Margherita di Savoia, il forte assunse per la prima volta la funzione di residenza principesca. Durante le lunghe lotte tra Angioini e Aragonesi il castello ospitò la zecca (seconda metà del 1400) e una prigione per politici. Nel XVI secolo, periodo di dominazione spagnola, ritorna ad avere la sua originaria funzione militare, mentre a partire dal 1638, anno di un altro disastroso terremoto, iniziò la decadenza del fortilizio che venne adibito solo a deposito di materiale. In questo anno cade una delle torri e viene distrutta quasi tutta la merlatura. I lavori per il recupero diventano a questo punto particolarmente ingenti, e si preferisce quindi lasciare allo stato di abbandono la fabbrica. Con l’impegno di restaurarlo, nella seconda metà del 1700, il castello fu concesso prima al Vescovo Capece Galeota, che lo rimaneggiò fortemente per adattarlo a Seminario Diocesano, e successivamente all'Arcivescovo Gennaro Clemente Francone.

### I Restauri "Borbonici" e l'Acquisizione del Comune
Con la presenza dei Borboni (XIX secolo) furono ordinati numerosi restauri e si portarono a compimento tutte le parti, ma nello stesso tempo si modificò ancora l’aspetto della rocca. In questo periodo la fabbrica assunse infatti la funzione di carcere.
Nell'ultimo secolo la struttura, ridotta a rudere da numerosi terremoti, ha cessato qualsiasi funzione. Dopo il sisma del 1870 che ebbe epicentro proprio a Cosenza, il castello fu acquistato dal Comune (atto del 23 dicembre 1885) ma rimase per lungo tempo in stato di degrado e abbandono.
Solo gli ultimi lunghissimi lavori, iniziati nel 2008, hanno permesso di riportare in funzione il castello per usi quasi prettamente privati con un aerea destinata alla ristorazione e alle feste.

## Galleria d'immagini

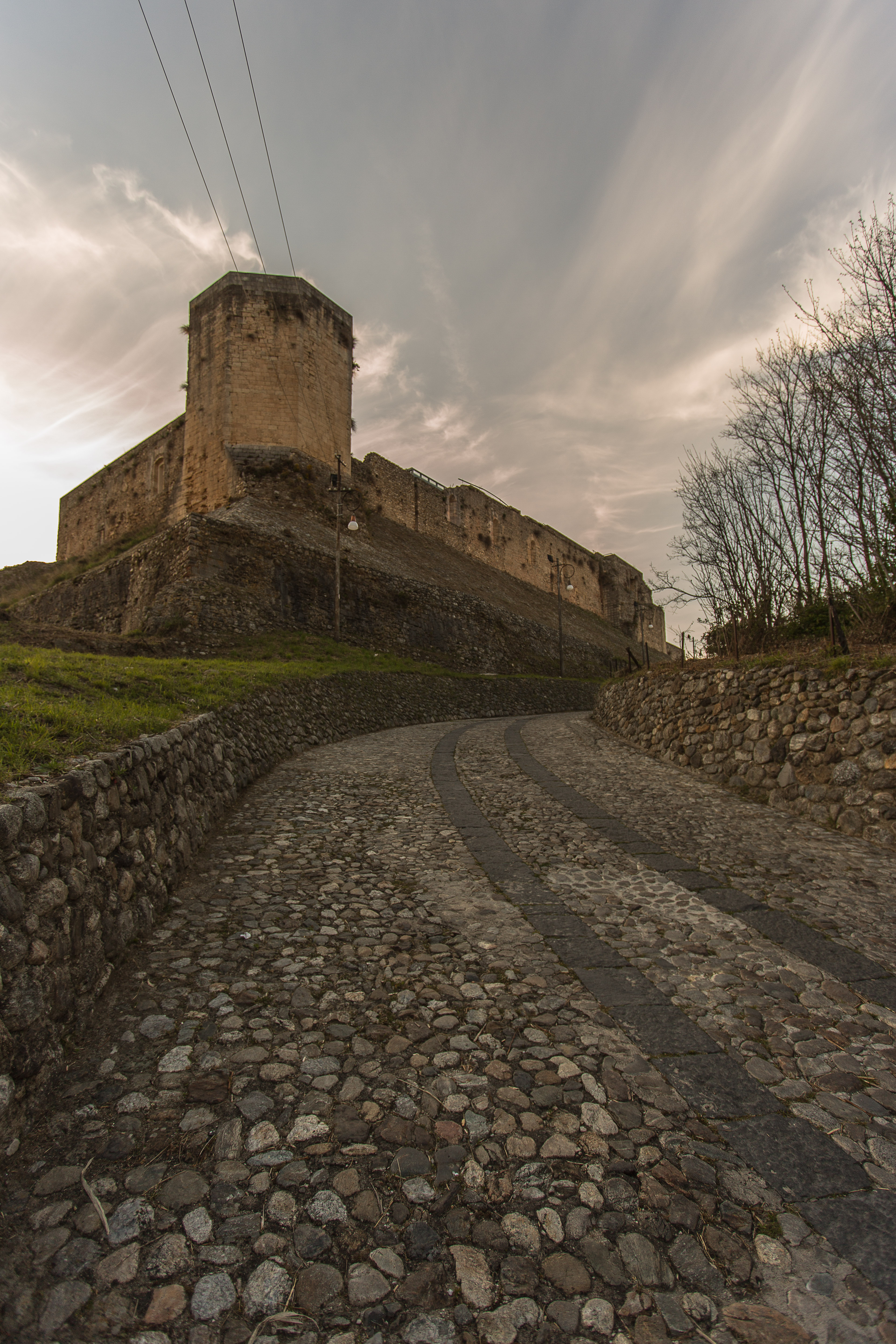
La torre ottagonale
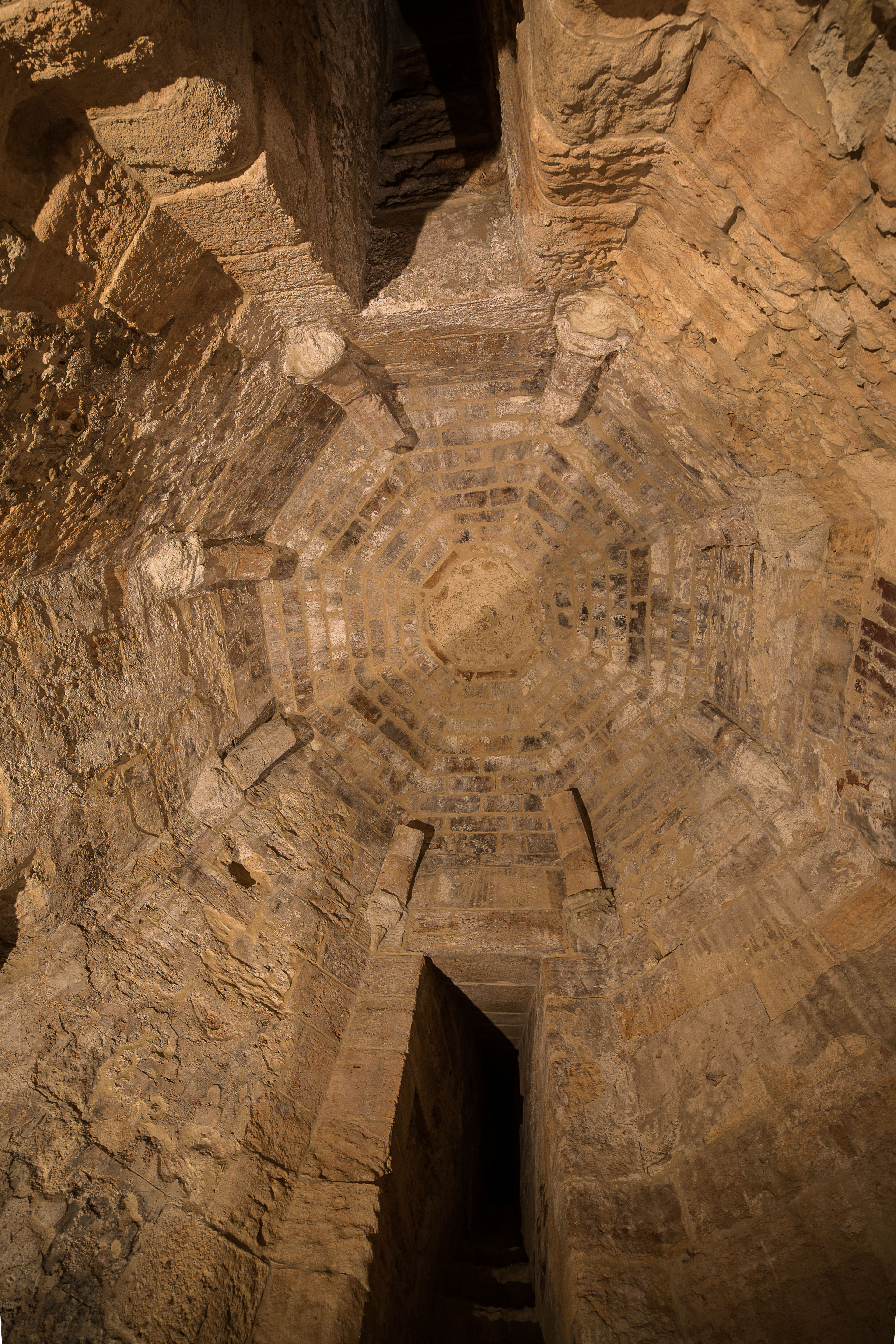
L'interno della torre ottagonale
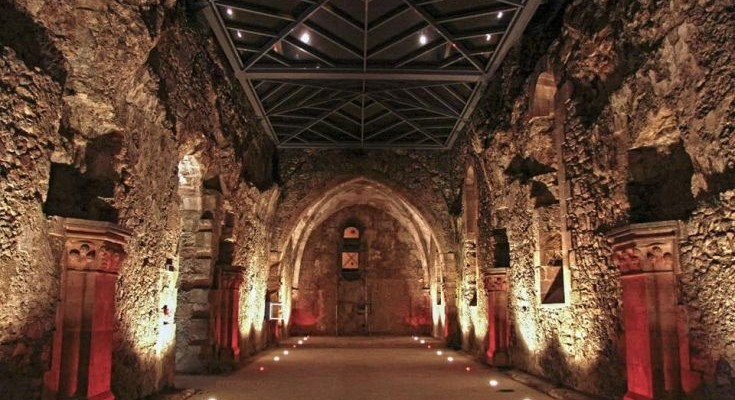
Il cortile scoperto dopo i restauri
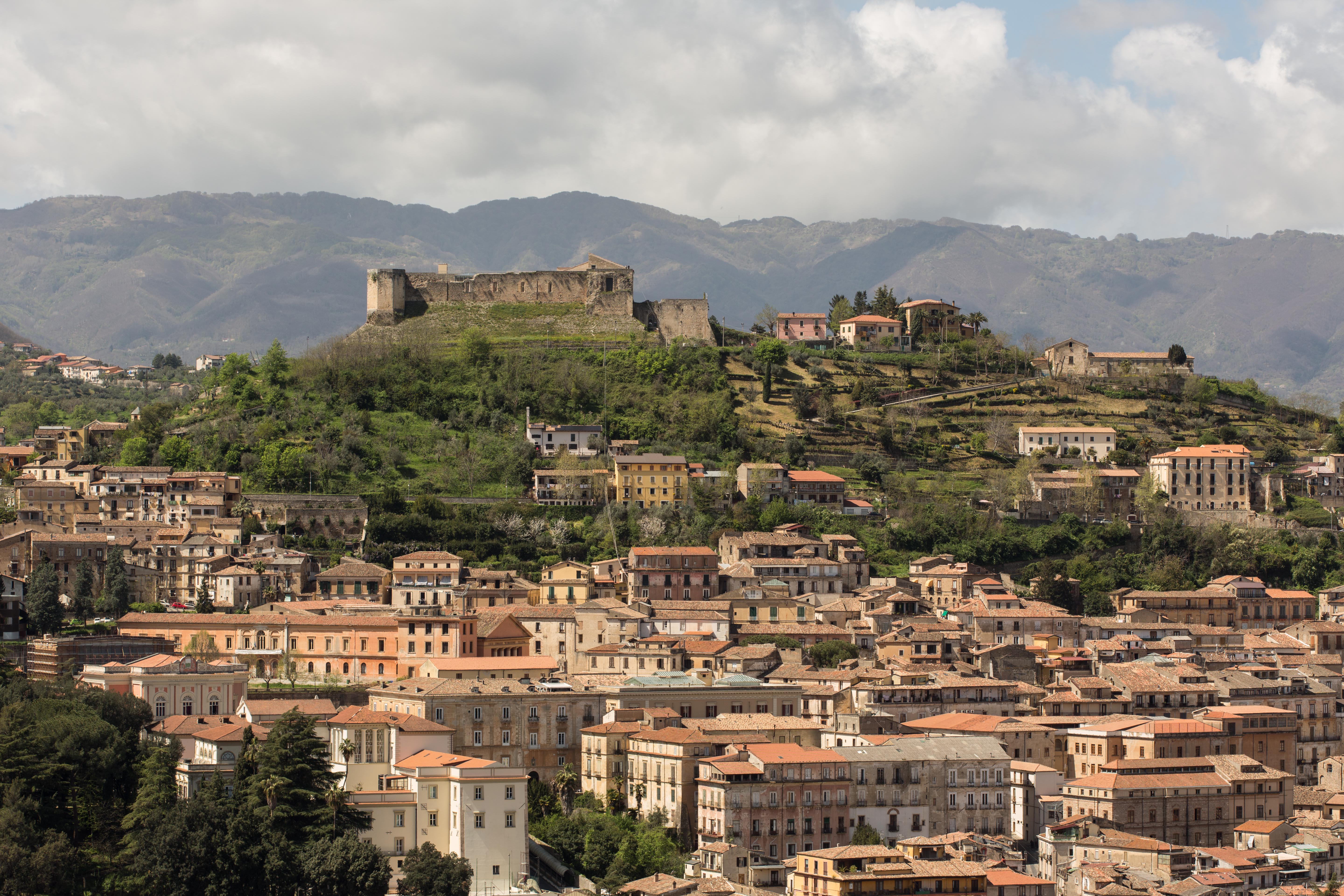
Panorama della città con il castello
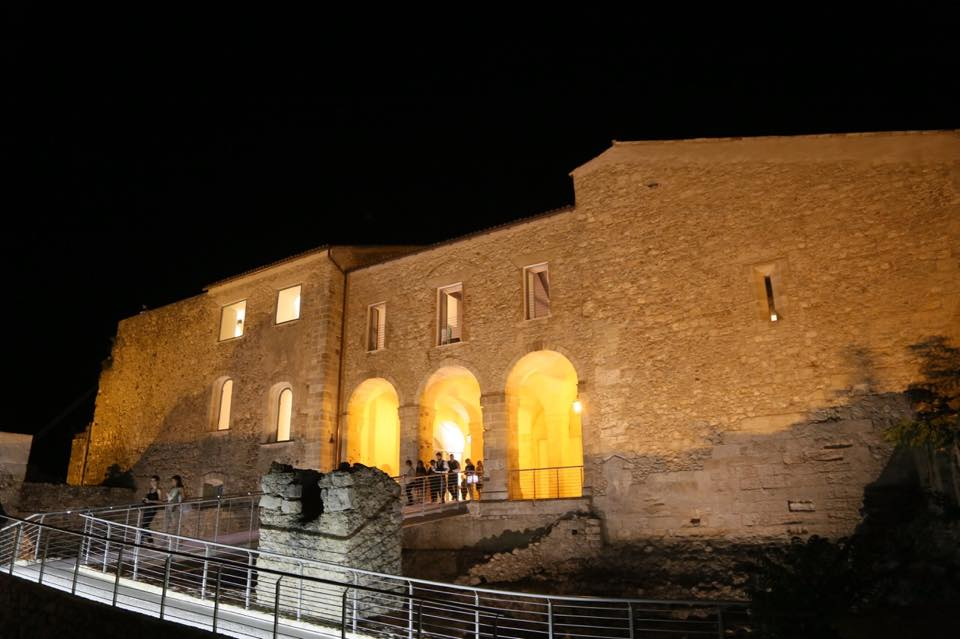
Ingresso del castello